# Wang Rong

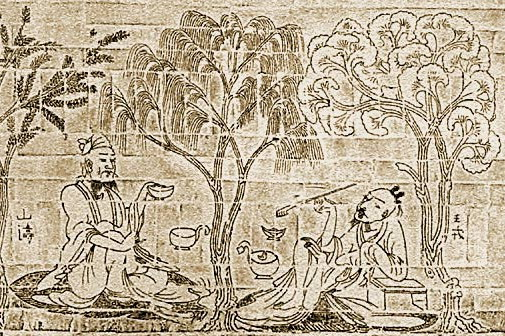
Shan Tao (po lewej) i Wang Rong, na reliefie z IV w.

Wang Rong (chiń. 王戎; pinyin Wáng Róng; Wade-Giles Wang Jung; ur. 234, zm. 305) – chiński polityk z okresu dynastii Jin, zaliczany do Siedmiu Mędrców z Bambusowego Gaju.
Najprawdopodobniej pochodził z Langya w prowincji Shandong; podobnie jak Shan Tao, pełnił najwyższe funkcje w państwie Jin. Na stanowisko urzędnicze, Zhong Hui zarekomendował go jako człowieka, który „nie dba o etykietę i zwraca uwagę na to, co ważne”. Nie pozostawił żadnych dzieł literackich.
Zachowane anegdoty opisują go jako chciwca i skąpca (miał sprzedawać urzędy za wysokie stawki, a w prezencie ślubnym podarować siostrzeńcowi prostą koszulę i jeszcze obciążyć go jej kosztem). Był wszakże inteligentny i bardzo odważny. Mimo jego wad uważano go za model, do którego porównanie było komplementem. W późniejszych czasach traktowano go (wraz z Shen Tao) jako przykład człowieka, który mimo zaangażowania w życie społeczne, pozostał zasadniczo czysty i nieskażony.